# Gran Premio di superbike di Laguna Seca 2018
Il Gran Premio di superbike di Laguna Seca 2018 è stata l'ottava prova su tredici del campionato mondiale Superbike 2018, è stato disputato il 23 e 24 giugno sul circuito di Laguna Seca e in gara 1 ha visto la vittoria di Jonathan Rea davanti a Chaz Davies e Alex Lowes, lo stesso pilota si è ripetuto anche in gara 2, davanti a Chaz Davies e Eugene Laverty.
In questa occasione non era prevista alcuna gara valevole per il campionato mondiale Supersport 2018.

## Risultati

### Gara 1

#### Arrivati al traguardo
| Pos. | Nº | Pilota               | Squadra                  | Motocicletta      | Giri | Tempo     | Griglia | Punti |
| ---- | -- | -------------------- | ------------------------ | ----------------- | ---- | --------- | ------- | ----- |
| 1º   | 1  | Jonathan Rea         | Kawasaki Racing          | Kawasaki ZX-10RR  | 25   | 35'15.071 | 3º      | 25    |
| 2º   | 7  | Chaz Davies          | Aruba.it Racing - Ducati | Ducati Panigale R | 25   | +2.978    | 1º      | 20    |
| 3º   | 22 | Alex Lowes           | Pata Yamaha              | Yamaha YZF R1     | 25   | +12.212   | 5º      | 16    |
| 4º   | 50 | Eugene Laverty       | Milwaukee Aprilia        | Aprilia RSV4 RF   | 25   | +14.309   | 4º      | 13    |
| 5º   | 33 | Marco Melandri       | Aruba.it Racing - Ducati | Ducati Panigale R | 25   | +16.712   | 10º     | 11    |
| 6º   | 12 | Javier Forés         | Barni Racing             | Ducati Panigale R | 25   | +18.929   | 8º      | 10    |
| 7º   | 66 | Tom Sykes            | Kawasaki Racing          | Kawasaki ZX-10RR  | 25   | +25.638   | 2º      | 9     |
| 8º   | 60 | Michael van der Mark | Pata Yamaha              | Yamaha YZF R1     | 25   | +26.211   | 9º      | 8     |
| 9º   | 81 | Jordi Torres         | MV Agusta Reparto Corse  | MV Agusta 1000 F4 | 25   | +31.579   | 11º     | 7     |
| 10º  | 45 | Jacob Gagne          | Red Bull Honda           | Honda CBR1000RR   | 25   | +38.084   | 16º     | 6     |
| 11º  | 68 | Yonny Hernández      | Pedercini Racing         | Kawasaki ZX-10RR  | 25   | +44.971   | 17º     | 5     |
| 12º  | 40 | Román Ramos          | GoEleven Kawasaki        | Kawasaki ZX-10RR  | 25   | +45.412   | 20º     | 4     |
| 13º  | 98 | Karel Hanika         | Guandalini Racing        | Yamaha YZF R1     | 25   | +50.768   | 18º     | 3     |
| 14º  | 32 | Lorenzo Savadori     | Milwaukee Aprilia        | Aprilia RSV4 RF   | 25   | +1'06.063 | 6º      | 2     |
| 15º  | 76 | Loris Baz            | GULF ALTHEA BMW Racing   | BMW S 1000 RR     | 24   | +1 giro   | 12º     | 1     |

#### Ritirati
| Nº | Pilota              | Squadra                    | Motocicletta     | Giri | Griglia |
| -- | ------------------- | -------------------------- | ---------------- | ---- | ------- |
| 54 | Toprak Razgatlıoğlu | Kawasaki Puccetti Racing   | Kawasaki ZX-10RR | 19   | 13º     |
| 57 | Josh Herrin         | Attack 2Wheel Legal Yamaha | Yamaha YZF R1    | 18   | 15º     |
| 2  | Leon Camier         | Red Bull Honda             | Honda CBR1000RR  | 17   | 7º      |
| 99 | Patrick Jacobsen    | TripleM Honda              | Honda CBR1000RR  | 10   | 19º     |
| 36 | Leandro Mercado     | Orelac Racing VerdNatura   | Kawasaki ZX-10RR | 10   | 14º     |

### Gara 2

#### Arrivati al traguardo
| Pos. | Nº | Pilota               | Squadra                    | Motocicletta      | Giri | Tempo     | Griglia | Punti |
| ---- | -- | -------------------- | -------------------------- | ----------------- | ---- | --------- | ------- | ----- |
| 1º   | 1  | Jonathan Rea         | Kawasaki Racing            | Kawasaki ZX-10RR  | 25   | 35'09.683 | 3º      | 25    |
| 2º   | 7  | Chaz Davies          | Aruba.it Racing - Ducati   | Ducati Panigale R | 25   | +5.099    | 1º      | 20    |
| 3º   | 50 | Eugene Laverty       | Milwaukee Aprilia          | Aprilia RSV4 RF   | 25   | +6.711    | 4º      | 16    |
| 4º   | 22 | Alex Lowes           | Pata Yamaha                | Yamaha YZF R1     | 25   | +8.011    | 5º      | 13    |
| 5º   | 60 | Michael van der Mark | Pata Yamaha                | Yamaha YZF R1     | 25   | +9.746    | 9º      | 11    |
| 6º   | 12 | Javier Forés         | Barni Racing               | Ducati Panigale R | 25   | +14.791   | 8º      | 10    |
| 7º   | 81 | Jordi Torres         | MV Agusta Reparto Corse    | MV Agusta 1000 F4 | 25   | +16.711   | 11º     | 9     |
| 8º   | 66 | Tom Sykes            | Kawasaki Racing            | Kawasaki ZX-10RR  | 25   | +17.284   | 2º      | 8     |
| 9º   | 45 | Jacob Gagne          | Red Bull Honda             | Honda CBR1000RR   | 25   | +35.421   | 16º     | 7     |
| 10º  | 76 | Loris Baz            | GULF ALTHEA BMW Racing     | BMW S 1000 RR     | 25   | +39.802   | 12º     | 6     |
| 11º  | 36 | Leandro Mercado      | Orelac Racing VerdNatura   | Kawasaki ZX-10RR  | 25   | +42.946   | 14º     | 5     |
| 12º  | 40 | Román Ramos          | GoEleven Kawasaki          | Kawasaki ZX-10RR  | 25   | +43.437   | 20º     | 4     |
| 13º  | 2  | Leon Camier          | Red Bull Honda             | Honda CBR1000RR   | 25   | +44.563   | 7º      | 3     |
| 14º  | 98 | Karel Hanika         | Guandalini Racing          | Yamaha YZF R1     | 25   | +47.257   | 18º     | 2     |
| 15º  | 68 | Yonny Hernández      | Pedercini Racing           | Kawasaki ZX-10RR  | 25   | +53.415   | 17º     | 1     |
| 16º  | 57 | Josh Herrin          | Attack 2Wheel Legal Yamaha | Yamaha YZF R1     | 25   | +58.107   | 15º     |       |

#### Ritirati
| Nº | Pilota           | Squadra                  | Motocicletta      | Giri | Griglia |
| -- | ---------------- | ------------------------ | ----------------- | ---- | ------- |
| 99 | Patrick Jacobsen | TripleM Honda            | Honda CBR1000RR   | 16   | 19º     |
| 32 | Lorenzo Savadori | Milwaukee Aprilia        | Aprilia RSV4 RF   | 6    | 6º      |
| 33 | Marco Melandri   | Aruba.it Racing - Ducati | Ducati Panigale R | 3    | 10º     |